# René Barthélemy
René Barthélemy (* 10. März 1889 in Nangis; † 12. Februar 1954 in Antibes) war ein französischer Ingenieur. Er wurde ausgebildet an der École supérieure d’électricité de Paris und entwickelte mehrere Fernsehgeräte nach dem Prinzip der mechanischen Bildzerlegung. Am 14. April 1931 gelang ihm die Übertragung von Bildern aus Montrouge in die drei Kilometer entfernte École supérieure d’électricité in Malakoff. Diese erste Übertragung wird als Geburtsstunde des Fernsehens angesehen. Außerdem war er an den ersten Demonstrationen bzw. Übertragungen von Fernsehsignalen vom Eiffelturm beteiligt.
Der nach Barthélemy benannte Prix René Barthélemy war ein Preis des Festival de Télévision de Monte-Carlo der 1960er Jahre. Unter anderem gewannen diesen die beiden Kanadier George Crum und Norman Campbell.
1946 wurde er zum Mitglied der Académie des sciences gewählt.